# ساموئل کاهاناموکو
ساموئل کاهاناموکو (به انگلیسی: Samuel Kahanamoku) (زادهٔ ۴ نوامبر ۱۹۰۲) شناگر اهل ایالات متحده آمریکا است.